# ترين ديرهولم
ترين ديرهولم (بالدنماركية: Trine Dyrholm)‏ (و. 1972 – م) هي ممثلة، ومغنية، وكاتبة غنائية من الدنمارك . ولدت في أودنسه.

## الأعمال

### أفلام
- الفتاة صاحبة الإبرة (2024)

## روابط خارجية
- ترين ديرهولم على موقع IMDb (الإنجليزية)
- ترين ديرهولم على موقع روتن توميتوز (الإنجليزية)
- ترين ديرهولم على موقع مونزينجر (الألمانية)
- ترين ديرهولم على موقع قاعدة بيانات الأفلام العربية
- ترين ديرهولم على موقع ألو سيني (الفرنسية)
- ترين ديرهولم على موقع ميوزك برينز (الإنجليزية)
- ترين ديرهولم على موقع أول موفي (الإنجليزية)
- ترين ديرهولم على موقع قاعدة بيانات الأفلام السويدية (السويدية)
- ترين ديرهولم على موقع ديسكوغز (الإنجليزية)
- ترين ديرهولم على موقع قاعدة بيانات الفيلم (الإنجليزية)